# Desaparición de Sheila Fox
Sheila Fox (1938 - desaparecida el 18 de agosto de 1944) era una niña inglesa cuya desaparición a la edad de seis años de Farnworth, Lancashire, Inglaterra ha sido calificada como uno de los misterios más "desconcertantes" de la Segunda Guerra Mundial. La prensa apodó a Fox "La chica del Green Mac".

## Circunstancias
Sheila fue vista por última vez saliendo de su escuela a las 4:00 pm en Farnworth el 18 de agosto de 1944, presumiblemente de camino a su casa, a la que nunca llegó. Los compañeros de Sheila afirmaron haberla visto con un hombre en la puerta de una panadería, donde algunos relatos afirmaban que la pareja caminaba junta y otros afirmaban que estaba sentada en los travesaños de una bicicleta negra volcada que él conducía.
La niña vista con el hombre no identificado coincidía con la descripción física de Sheila y también llevaba la misma ropa con la que había sido vista por última vez. El hombre visto con Sheila fue descrito como un hombre bien vestido, afeitado y de complexión delgada entre los 25 y 30 años.
Uno de los testigos afirmó haber hablado con ella y declaró que cuando le preguntó a dónde iba, Sheila le había dicho "voy con este hombre". Debido al hecho de que Sheila Fox fuera descrita como muy tímida, se cree que probablemente conocía al hombre "muy bien" para irse con él. Debido a esto, se cree firmemente que el individuo responsable de la desaparición de la niña era alguien con quien la víctima se sentía cómoda. Después de esto, no se volvió a denunciar ningún rastro de Sheila.
Los padres de Sheila declararon que la niña pudo haber intentado reunirse con amigos en Londres. Los miembros de la familia, muy afectados por el suceso, esperaban que siguiera viva, ya que la policía no había podido encontrar su cuerpo. Vecinos de la familia Fox declararon que sus esperanzas desaparecieron más tarde cuando surgieron especulaciones de que la niña había sido asesinada.

## Investigación y consecuencias
El caso siempre ha sido tratado como un caso de persona desaparecida, ya que nunca se han encontrado pruebas definitivas de asesinato, ni tampoco un cuerpo.
La noche de su desaparición y los días siguientes, se llevaron a cabo extensas búsquedas en la zona, tanto por miembros de la policía como por voluntarios. A pesar de sus esfuerzos, la policía no pudo encontrar ninguna prueba de dónde habían ido ella y el hombre, ni encontraron la ropa que llevaba puesta. Los periódicos se ocuparon de la historia, aunque pronto se vio ensombrecida por los acontecimientos de la Segunda Guerra Mundial.
En 1948 se intentó vincular su desaparición con un "hombre alto y delgado" buscado por apuñalar a otros dos niños.
La búsqueda de Sheila se "amplió" en 2001, después de que una persona alertase a la policía afirmando haber visto a un hombre residente en su localidad, de unos 20 años cavar en la zona alrededor de la hora en que la niña había desaparecido, durante las últimas horas de la noche y que desde hacía tiempo sospechaba que trataba de esconder un delito. Este aviso llevó a que los investigadores reabrieran el caso. El lugar estaba bastante cerca de donde  vivía la niña. Los residentes expresaron dudas de que se encontrara algo, ya que se habían construido varias alcantarillas de la ciudad en la zona y no se había desenterrado ningún resto.
La propiedad, en ese momento, pertenecía al hombre que había sido visto cavando y que en el momento de la denuncia e investigación ya había muerto. El hombre había sido condenado por una violación seis años después de la desaparición de la niña y más tarde fue condenado por el ataque sexual a un niño en los años 60. Más tarde las autoridades excavaron manualmente en la zona con la esperanza de encontrar los restos de Sheila. El procedimiento, que comenzó el 5 de junio de 2001 y duró unos pocos días, no tuvo éxito, ya que no se descubrió nada de valor probatorio. El hijo de la persona investigada declaró que no tenía conocimiento de ninguna circunstancia que requiriera una búsqueda policial.
Algunos han relacionado el caso con el asesinato de Jack Quentin Smith, de 11 años de edad, que fue asesinado en Farnworth en abril de 1948, cuatro años después de la desaparición de Sheila. Otros casos notables similares incluyen dos ataques a colegialas de la misma edad que Sheila en 1945 y 1948. Se trataba de un individuo que portaba un cuchillo, lo que no era coherente con los acontecimientos que condujeron a la desaparición de Sheila Fox y el autor nunca fue detenido.